# Carlo Fidanza

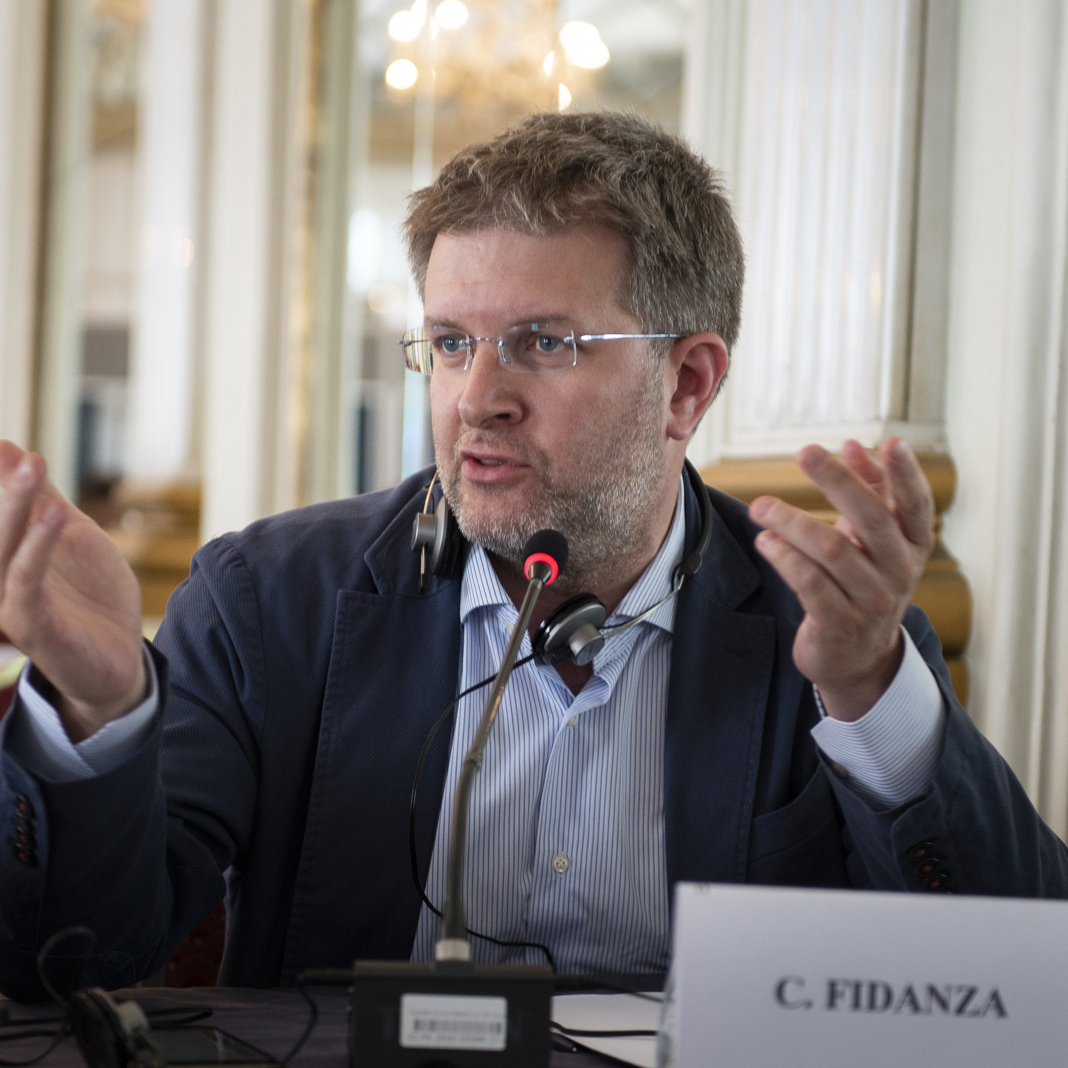
Carlo Fidanza (2019)

Carlo Fidanza, född 21 september 1976 i San Benedetto del Tronto, är en italiensk politiker. Han var ledamot av Italiens deputeradekammare 2018–2019. Han har varit ledamot av Europaparlamentet 2009–2014 och på nytt sedan 2019. Han hörde först till Europeiska folkpartiets grupp. Sedan 2019 hör han till Gruppen Europeiska konservativa och reformister i Europaparlamentet. År 2012 var han med om att grunda Italiens bröder.
Numera är han i Europaparlamentet ledamot i utskottet för transport och turism, delegationen till den parlamentariska stabiliserings- och associeringskommittén för EU–Serbien, delegationen för förbindelserna med länderna i Centralamerika och delegationen till den parlamentariska församlingen EU-Latinamerika. Han är dessutom suppleant i utskottet för utrikesfrågor, utskottet för den inre marknaden och konsumentskydd, delegationen för förbindelserna med Förbundsrepubliken Brasilien och delegationen för förbindelserna med Mercosur.